# Alain Berliner
Alain Berliner (* 21. února 1963, Brusel) je belgický filmový režisér. V roce 1997 získal Zlatý glóbus za nejlepší cizojazyčný film, za svůj debut o transsexuálním dítěti nazvaný Můj růžový život. Za stejný snímek získal hlavní cenu Křišťálový glóbus na Mezinárodním filmovém festivalu Karlovy Vary, Evropskou filmovou cenu za nejlepší scénář a řadu dalších cen na světových a queer festivalech. Šlo o jeho zdaleka nejúspěšnější počin. Poté natočil již jen čtyři celovečerní kinofilmy, komedii o rozdělení Belgie Zeď (1998), mysteriózní thriller s Demi Moorovou a Stellanem Skarsgårdem V moci snů (2000), The Memoirs of Elizabeth Frankenstein (2002) a muzikál Okouzleni tancem (2007). Od té doby točil již jen televizní snímky a seriály, například francouzský seriál Clara Shellerová (2005).